# Bryobia strunkovae
Bryobia strunkovae är en spindeldjursart som beskrevs av P. Mitrofanov 1968. Bryobia strunkovae ingår i släktet Bryobia och familjen Tetranychidae. Inga underarter finns listade.